# Stacja Narciarska Cieńków w Wiśle
Stacja Narciarska Cieńków w Wiśle – ośrodek narciarski położony w Wiśle-Malince w Beskidzie Śląskim na północnym zboczu grzbietu Cieńków.

## Wyciągi i trasy
W skład kompleksu wchodzą:
- A 4-osobowy wyciąg krzesełkowy z chodnikiem rozbiegowym, o długości 1000 m, przewyższeniu 196 m i przepustowości 2200 osób na godzinę.
- B wyciąg talerzykowy o długości 350 m, przewyższeniu 70 m i przepustowości 600 osób na godzinę
- C wyciąg talerzykowy o długości 100 m, przewyższeniu 27 m i przepustowości 600 osób na godzinę
- D przenośnik taśmowy „Karuzela Rotondo” o długości 50 m, przewyższeniu 8 m i przepustowości 300 osób na godzinę
- E wyrwirączka „Wisełka” o długości 100 m, przewyższeniu 8 m i przepustowości 200 osób na godzinę
- F wyciąg talerzykowy „Sarajewo” o długość 220 m, przewyższeniu 20 m i przepustowości 300 osób na godzinę.

Między tymi wyciągami przebiegają 4 trasy narciarskie:
- 1 czerwona o długości ok. 1100 m (wzdłuż wyciągu A), o średnim nachyleniu 18%
- 2 czerwona o długości 1400 m (łukiem od górnej do dolnej stacji wyciągu krzesełkowego), o średnim nachyleniu 14%
- 3 niebieska o długości 400 m (wzdłuż wyciągu B) i średnim nachyleniu 18%
- 4 niebieska (szerokim łukiem od górnej do dolnej stacji wyciągu krzesełkowego) o długości ok. 1600 m i średnim nachyleniu 12%
- 5 niebieska (bardzo szerokim łukiem od górnej do dolnej stacji wyciągu krzesełkowego), o długości ok. 2000 m i średnim nachyleniu 10%
- wzdłuż wyciągu D – zielona o długości 50 m o średnim nachyleniu 10%
- wzdłuż wyciągu E – zielona o długości 100 m o średnim nachyleniu 8%
- wzdłuż wyciągu F – zielona o długości 220 m o średnim nachyleniu 9%.

Trasy są oświetlone, ratrakowane i dośnieżane.
Stacja jest członkiem Stowarzyszenia Polskie stacje narciarskie i turystyczne.

## Pozostała infrastruktura
Na terenie ośrodka do dyspozycji narciarzy i snowboardzistów są:
- snowpark
- przedszkole narciarskie
- wypożyczalnia sprzętu, serwis sprzętu zimowego i szkoły narciarskie
- bezpłatne parkingi (200 m od dolnej stacji wyciągu krzesełkowego).

W pobliżu dolnej stacji znajduje się 3-gwiazdkowy pensjonat „Ogrodzisko”.

## Operator
Operatorem i właścicielem stacji jest Nadwiślańska Agencja Turystyczna Sp. z o.o. z siedzibą w Tychach przy ul. Edukacji 37. Zarząd NAT Lucjan Karasiński Prezes, Aleksander Wierzba Wiceprezes.

## Historia
Spółka Nadwiślańska Agencja Turystyczna Sp. z o.o. została zarejestrowana w KRS w grudniu 2001 roku. Wyciąg krzesełkowy uruchomiono od sezonu 2008/2009. Przed sezonem 2011/2012 oddano do użytku snowpark. Od sezonu 2011/2012 w 6 ośrodkach narciarskich: na Cieńkowie, Stożku, Beskidzie, Nowej Osadzie, Klepkach i Rowienkach obowiązuje wspólny karnet „Wiślański Pass”, którego operatorem jest spółka Wiślański Klaster Turystyczny Sp. z o.o., zarejestrowana w KRS w listopadzie 2011 roku.